# Podoschistus caudatus
Podoschistus caudatus är en stekelart som beskrevs av Dmitriy R. Kasparyan 1976. Podoschistus caudatus ingår i släktet Podoschistus och familjen brokparasitsteklar. Inga underarter finns listade i Catalogue of Life.